# Wallensteinpalatset

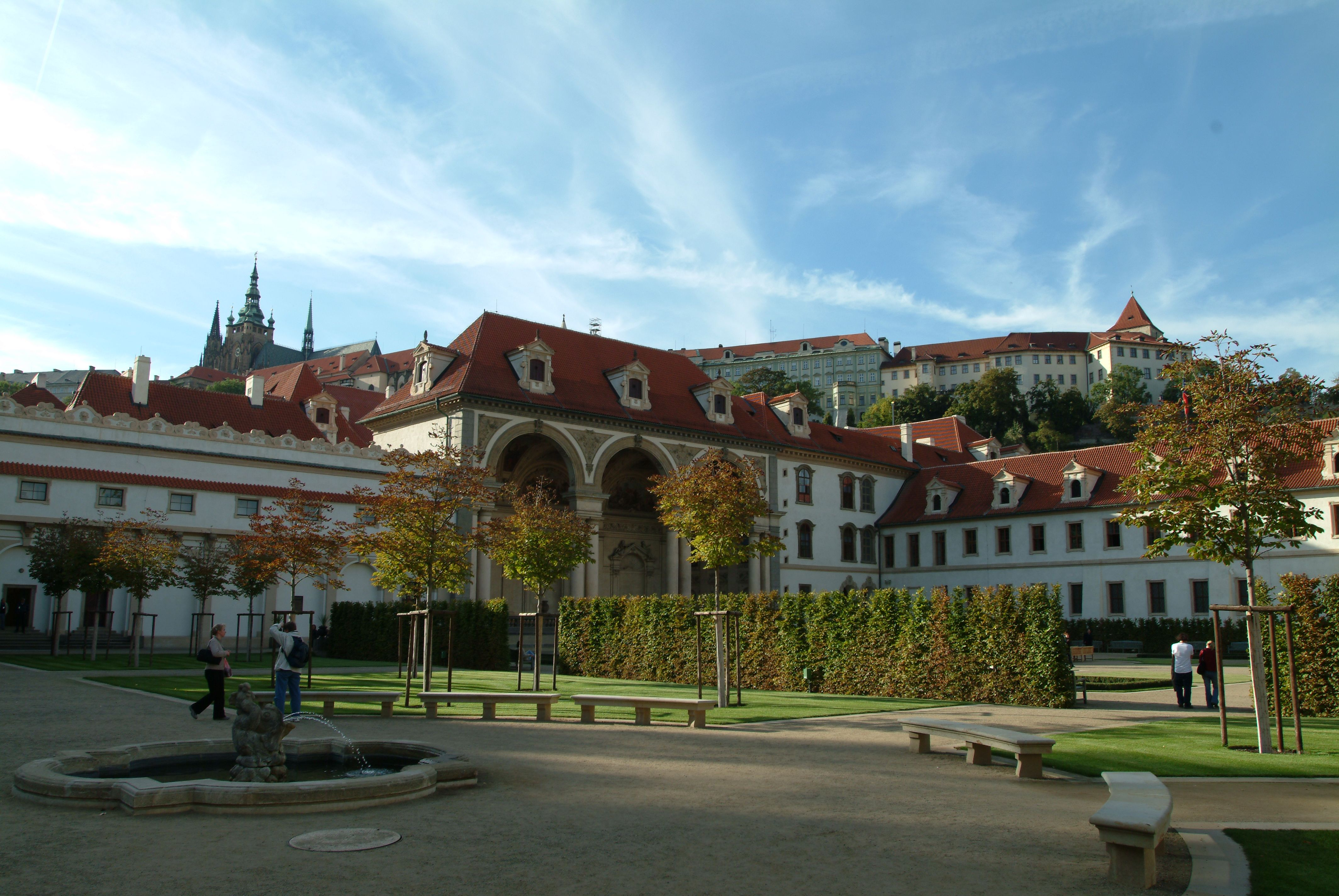
Wallensteinpalatset, västra sidan

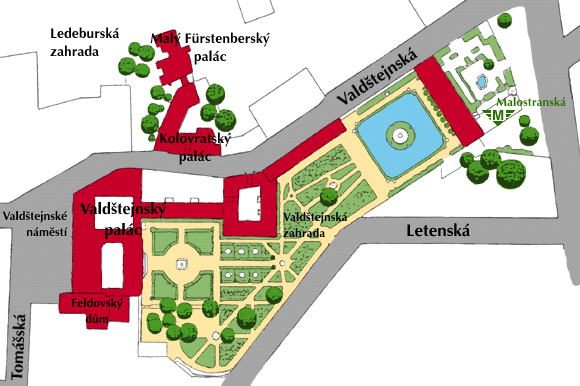
Översiktskarta

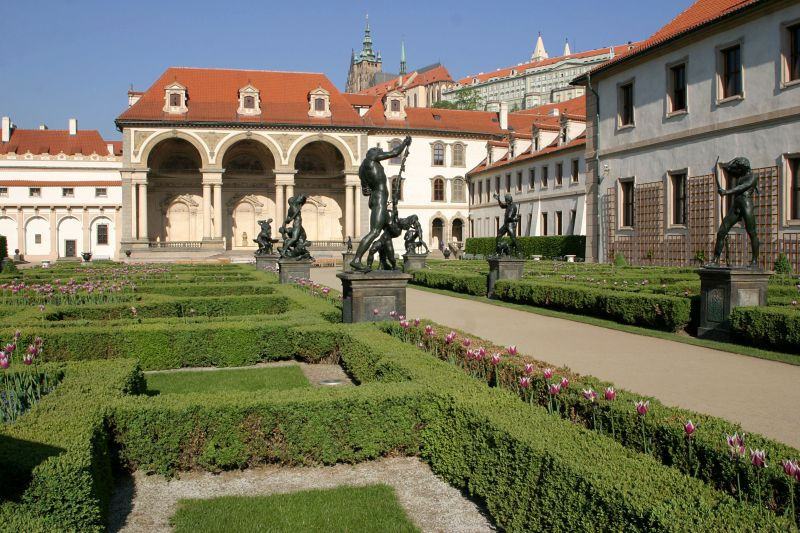
Trädgårdens västra del med skulpturallén och Sala terrena (gårdspaviljongen)

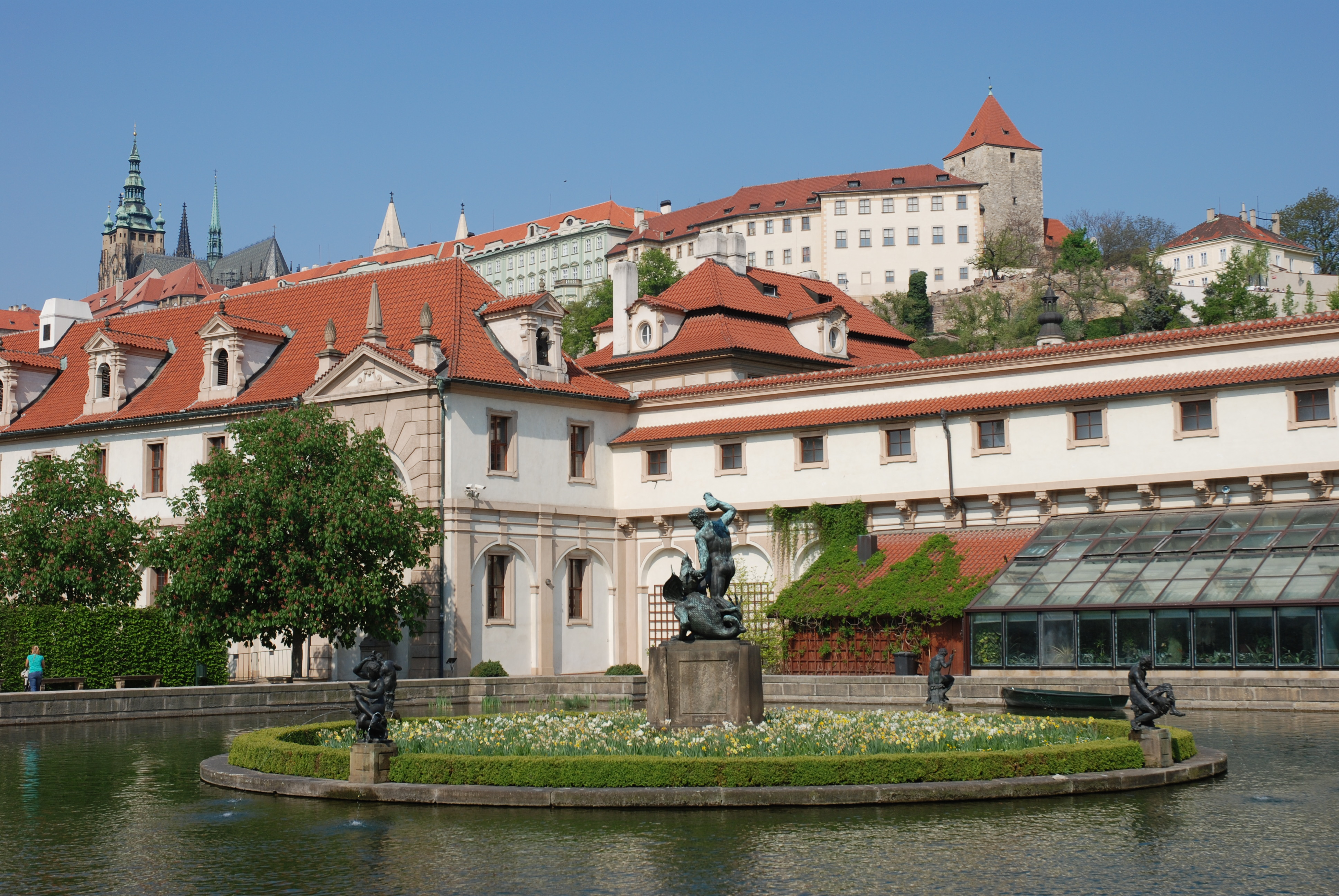
Adriaen de Vries skulptur Herkules strider med draken i trädgårdens mittdel.

Wallensteinpalatset är en barockanläggning i Prag, som idag är säte för det tjeckiska parlamentets senat.
Det ursprungliga palatset uppfördes 1623–1630 av Albrecht von Wallenstein, vilken blev berömd och förmögen som överbefälhavare för de kejserliga styrkorna i trettioåriga kriget. Han bebodde palatset under ett år innan han 1634 blev mördad på uppdrag av kejsaren Ferdinand III. Hans änka sålde palatset till en brorson och det förblev sedan i familjen Wallensteins ägo fram till 1945.
För att skapa utrymme för palatset, som skulle matcha Pragslottet, lät Wallenstein riva 26 fastigheter, tre trädgårdar och två tegelbruk på området.
Palatset plundrades vid två tillfällen, i juli 1648 mot slutet av trettioåriga kriget av en svensk armé under Hans Christoph von Königsmarck och 1742 av fransmän. Få originalkonstverk finns därför kvar. Efter andra världskriget blev palatset statlig egendom och renoverades för att bli kontorslokaler för regeringsförvaltningen. Numera disponerar landets senat huvudbyggnaderna, medan ridskolan används som konstmuseum och filial till nationalmuseet.

## Trädgård
Huvudartikel:Wallensteinträdgården
Palatset har en italiensk barockträdgård med en sala terrena, en grotta med konstgjorda stalaktiter och en damm.
I trädgården finns en samling bronsskulpturer, vilken ursprungligen gjordes för trädgården av den nederländske skulptören Adriaen de Vries. De skulpturer som idag finns i trädgården är avgjutningar från 1910–1913 av de skulpturer som togs 1648 av den svenska armén och av vilka flertalet nu finns i Museum de Vries och Nationalmuseum i Stockholm.